# Чапменвілл (Західна Вірджинія)
Чапменвілл (англ. Chapmanville) — місто (англ. town) в США, в окрузі Лоґан штату Західна Вірджинія. Населення — 1020 осіб (2020).

## Географія
Чапменвілл розташований за координатами 37°58′15″ пн. ш. 82°1′13″ зх. д. / 37.97083° пн. ш. 82.02028° зх. д. (37.970853, -82.020382).  За даними Бюро перепису населення США в 2010 році місто мало площу 1,75 км², з яких 1,69 км² — суходіл та 0,06 км² — водойми.

## Демографія
Згідно з переписом 2010 року, у місті мешкало 1256 осіб у 604 домогосподарствах у складі 338 родин. Густота населення становила 718 осіб/км².  Було 667 помешкань (381/км²).
Расовий склад населення:
| - 98,2 % — білих - 0,6 % — азіатів - 0,2 % — чорних або афроамериканців |

До двох чи більше рас належало 0,6 %. Частка іспаномовних становила 1,4 % від усіх жителів.
За віковим діапазоном населення розподілялося таким чином: 18,4 % — особи молодші 18 років, 61,9 % — особи у віці 18—64 років, 19,7 % — особи у віці 65 років та старші. Медіана віку мешканця становила 42,4 року. На 100 осіб жіночої статі у місті припадало 85,5 чоловіків;  на 100 жінок у віці від 18 років та старших — 82,7 чоловіків також старших 18 років.
Середній дохід на одне домашнє господарство  становив 52 425 доларів США (медіана — 34 469), а середній дохід на одну сім'ю — 71 666 доларів (медіана — 56 125). Медіана доходів становила 60 250 доларів для чоловіків та 29 545 доларів для жінок. За межею бідності перебувало 21,2 % осіб, у тому числі 30,0 % дітей у віці до 18 років та 17,0 % осіб у віці 65 років та старших.
Цивільне працевлаштоване населення становило 411 осіб. Основні галузі зайнятості: освіта, охорона здоров'я та соціальна допомога — 29,7 %, роздрібна торгівля — 14,4 %, мистецтво, розваги та відпочинок — 13,1 %.